# شهلاء اليتيمة
شهلاء اليتيمة (باليابانية: 若草のシャルロット، بالروماجي: Wakakusa no Charlotte) هو مسلسل أنمي ياباني من إخراج إيجي أوكابي وإنتاج استوديو نيبون أنميشن، عرض الأنمي في 29 أكتوبر عام 1977 واستمر عرضه حتى 27 مايو عام 1978، وتكون من 30 حلقة. والقصة مقتبسة عن كاتب السيناريو شانيشي يوكيمورو. الأنمي يستهدف الفتيات المراهقات ولقى استحسان في أوروبا ولا سيما إيطاليا تعرف باسم شارلوت.

## القصة
ترعرعت شهلاء ذات العيون الزرقاء في كنف أبيها النبيل الفرنسي الذي يعيش فوق سهول كيبك في كندا. كانت شهلاء يتيمة الأم وكانت محاطة بحب والدها وحب الحيوانات الودودة، وذات يوم,.وصل طرد من أمها التي كان من المفترض أن تكون ميتة. بعد وفاة والدها، أتت هذه الأم لتعيش معها.وفي نفس الوقت، قابلت شهلاء فتى غريب. هذه كانت بداية لأحداث متلاحقة ملئية بأشجان تدك حياة شهلاء، ولكنها في النهاية، تقف على أقدامها وتسترد ثقتها بنفسها وتلبس حلة التفائل ضاربة بالمصاعب عرض الحائط .استطاعت شهلاء استعادة الابتسامة التي كانت ستفتقدها للابد.

## الأداء الصوتي
| الشخصية | الأداء الصوتي                |
| ------- | ---------------------------- |
| الجد    | إيتشيرو ناغاي                |
| كاسي    | كاورو كوروسو                 |
| سامي    | كازو كوميا                   |
| شالوت   | كيكو يوكوزاوا                |
| كونت    | كوهي مياوتشي [الإنجليزية]    |
| غارسون  | أوساموكاتو                   |
| بيلا    | ريكو سوزوكي                  |
| الفارس  | روكورو نايا                  |
| بيكي    | توشيكو شيماكي                |
| جين     | روكورو نايا                  |
| جورون   | ياسو موراماتسو               |
| ساندي   | يوشيتو ياسوهارا [الإنجليزية] |
| جيم     | يوكو ماتسوكا                 |
| كيتي    | يوكو ميتا                    |

## الشخصيات
- -  نادر الأب
  - نادين الأم
  - رفيق
  - سامي
  - جيم
  - صديق
  - حسون
  - سمر
  - الجد نجوم
  - غضوب والد سامي
  - السيدة فريدة

### الحيوانات
- - أرور الخروف الصغير
  -  رماح  حصان شهلاء

## قائمة الحلقات
| الحلقة | العنوان                                |
| ------ | -------------------------------------- |
| 1      | هذا ما حدث في عيد الميلاد.             |
| 2      | لست في حاجة لأم                        |
| 3      | إذهب بعيدا أيها الحلم المزعج!          |
| 4      | Spica, the star shining in my heart    |
| 5      | Papa's alive                           |
| 6      | Dream carriage from heaven             |
| 7      | Queen of the farm                      |
| 8      | Knight in the snow                     |
| 9      | A Christmas letter                     |
| 10     | Snow festival to usher in spring       |
| 11     | رسول من باريس                          |
| 12     | Little wings on the Atlantic           |
| 13     | The day I'll meet mother               |
| 14     | أكره الأرسطوقراطيين                    |
| 15     | The morning I met mother               |
| 16     | Reunion                                |
| 17     | 75% happiness                          |
| 18     | A little fountain in the blaze         |
| 19     | وداعا باريس                            |
| 20     | Little farm in the middle of the ocean |
| 21     | Dear old Andre farm                    |
| 22     | The light of papa's farm goes out      |
| 23     | تخييمي الأول                           |
| 24     | Two battles                            |
| 25     | News from Flock                        |
| 26     | Marie in the sunset                    |
| 27     | شبح أبي                                |
| 28     | Mama becomes mayor                     |
| 29     | Parting in the flowered woods          |
| 30     | Beautiful May!!!                       |

## وصلات خارجية
- شهلاء اليتيمة على موقع IMDb (الإنجليزية)
- شهلاء اليتيمة على موقع كينوبويسك (الروسية)
- شهلاء اليتيمة على موقع قاعدة بيانات الفيلم (الإنجليزية)
- شهلاء اليتيمة على موقع ANN anime (الإنجليزية)